# John Montagu (7e comte de Sandwich)
Pour les articles homonymes, voir John Montagu.
John William Montagu, 7e comte de Sandwich (8 novembre 1811 - 3 mars 1884), titré vicomte Hinchingbrooke de 1814 à 1818, est un pair britannique et un homme politique conservateur. Il sert sous Lord Derby en tant que capitaine des Gentlemen-at-Arms en 1852 et en tant que Maître des Buckhounds entre 1858 et 1859.

## Famille
Il est le fils de George Montagu (6e comte de Sandwich), et de son épouse, Louisa Lowry-Corry (en), fille d'Armar Lowry-Corry (1er comte Belmore). Il succède à son père au comté en 1818 à l'âge de six ans. Il fait ses études au Collège d'Eton et au Trinity College, à Cambridge. A Cambridge, il joue deux matches de première classe avec le club de cricket de l'université de Cambridge.

## Carrière politique
Lord Sandwich sert dans la première administration du comte de Derby en tant que capitaine des Gentlemen-at-Arms de février à décembre 1852 et est admis au Conseil privé la même année. Lorsque les conservateurs reprennent le pouvoir en 1858, il est nommé maître des Buckhounds, poste qu'il conserve jusqu'à la chute du gouvernement l'année suivante. En plus de sa carrière politique, il est également Lord Lieutenant du Huntingdonshire entre 1841 et 1884.

## Mariage et descendance
Lord Sandwich épouse d'abord Lady Mary Paget, fille du field marshal Henry William Paget, 1er marquis d'Anglesey, en 1838. Après sa mort en 1859, il épouse en secondes noces Blanche Egerton, fille de Francis Egerton (1er comte d'Ellesmere), en 1865. Il meurt en mars 1884, à l'âge de 72 ans. Son fils aîné, son premier mariage, Edward Montagu (8e comte de Sandwich), lui succède. La comtesse de Sandwich est décédée en 1894.